# Eustroma interplagata
Eustroma interplagata là một loài bướm đêm trong họ Geometridae.